# Мурсия, Сантьяго де
Сантьяго де Мурсия (исп. Santiago de Murcia; 25 июля 1673, Мадрид — 25 апреля 1739, там же) — испанский классический гитарист, музыкальный педагог и композитор.

## Биография
Сантьяго де Мурсия родился в Мадриде в семье Хуана де Мурсии и Магдалены Эрнандес. В мае 1695 года Сантьяго женился на Хосефе Гарсии. Сантьяго де Мурсия был преподавателем гитары у испанской королевы Марии Луизы Савойской вплоть до её смерти в 1714 году.
В 1714 Сантьяго опубликовал сборник пьес для гитары «Resumen de acompañar la parte con la guitarra», которые были записаны итальянской табулатурой. Рукопись состоит из двух частей: первая содержит пассакальи, вторая — 12 сюит. Последние представляют собой типичные для барочной музыки чередующиеся танцевальные пьесы (прелюдия, аллеманда, сарабанда, жига, рондо, гавот и менуэт). Эти композиции характеризуют Сантьяго как одного из самых значительных композиторов того времени, писавших музыку для гитары, и до сих пор входят в репертуар гитаристов.
Умер Сантьяго де Мурсия в Мадриде в 1739 году.